# خاویر چنرو
خاویر چنرو (اسپانیایی: Javier Cherro‎؛ زادهٔ ۱۰ دسامبر ۱۹۸۰ ‏(۴۴ سال)) دوچرخه‌سوار اهل اسپانیا است.